# Прованшер-сюр-Фав
Прованше́р-сюр-Фав (фр. Provenchères-sur-Fave) — колишній муніципалітет у Франції, у регіоні Гранд-Ест, департамент Вогези. Населення — 894 осіб (2011).
Муніципалітет був розташований на відстані близько 360 км на схід від Парижа, 115 км на південний схід від Меца, 50 км на схід від Епіналя.

## Історія
До 2015 року муніципалітет перебував у складі регіону Лотарингія. Від 1 січня 2016 року належав до нового об'єднаного регіону Гранд-Ест.
1 січня 2016 року Прованшер-сюр-Фав і Кольруа-ла-Гранд було об'єднано в новий муніципалітет Прованшер-е-Кольруа.

## Демографія
Динаміка населення (INSEE ):
Розподіл населення за віком та статтю (2006):
| Стать | Всього | До 15 років | 15-24 | 25-44 | 45-64 | 65-85 | Понад 85 |
| --- | ------ | ----------- | ----- | ----- | ----- | ----- | -------- |
| Чоловіки | 427    | 85          | 58    | 132   | 120   | 24    | 8        |
| Жінки | 408    | 94          | 35    | 108   | 93    | 66    | 12       |
| \| Статево-вікова піраміда \| Статево-вікова піраміда \| Статево-вікова піраміда \| \| ----------------------- \| ----------------------- \| ----------------------- \| \| Чоловіки \| Вік \| Жінки \| \| 8 \| 85 + \| 12 \| \| 4 \| 80-84 \| 23 \| \| 8 \| 75-79 \| 12 \| \| 4 \| 70-74 \| 12 \| \| 8 \| 65-69 \| 19 \| \| 23 \| 60-64 \| 16 \| \| 27 \| 55-59 \| 19 \| \| 35 \| 50-54 \| 35 \| \| 35 \| 45-49 \| 23 \| \| 35 \| 40-44 \| 27 \| \| 31 \| 35-39 \| 39 \| \| 43 \| 30-34 \| 19 \| \| 23 \| 25-29 \| 23 \| \| 27 \| 20-24 \| 16 \| \| 31 \| 15-20 \| 19 \| \| 31 \| 10-14 \| 16 \| \| 35 \| 5-9 \| 35 \| \| 19 \| 0-4 \| 43 \| |        |             |       |       |       |       |          |
| Статево-вікова піраміда |        |             |       |       |       |       |          |
| Чоловіки | Вік    | Жінки       |       |       |       |       |          |
| 8 | 85 +   | 12          |       |       |       |       |          |
| 4 | 80-84  | 23          |       |       |       |       |          |
| 8 | 75-79  | 12          |       |       |       |       |          |
| 4 | 70-74  | 12          |       |       |       |       |          |
| 8 | 65-69  | 19          |       |       |       |       |          |
| 23 | 60-64  | 16          |       |       |       |       |          |
| 27 | 55-59  | 19          |       |       |       |       |          |
| 35 | 50-54  | 35          |       |       |       |       |          |
| 35 | 45-49  | 23          |       |       |       |       |          |
| 35 | 40-44  | 27          |       |       |       |       |          |
| 31 | 35-39  | 39          |       |       |       |       |          |
| 43 | 30-34  | 19          |       |       |       |       |          |
| 23 | 25-29  | 23          |       |       |       |       |          |
| 27 | 20-24  | 16          |       |       |       |       |          |
| 31 | 15-20  | 19          |       |       |       |       |          |
| 31 | 10-14  | 16          |       |       |       |       |          |
| 35 | 5-9    | 35          |       |       |       |       |          |
| 19 | 0-4    | 43          |       |       |       |       |          |

## Економіка
2010 року серед 569 осіб працездатного віку (15—64 років) 429 були активними, 140 — неактивними (показник активності 75,4%, у 1999 році було 69,9%). З 429 активних мешканців працювали 373 особи (213 чоловіків та 160 жінок), безробітними було 56 (24 чоловіки та 32 жінки). Серед 140 неактивних 46 осіб було учнями чи студентами, 44 — пенсіонерами, 50 були неактивними з інших причин.

У 2010 році в муніципалітеті числилось 358 оподаткованих домогосподарств, у яких проживали 873,5 особи, медіана доходів виносила 15 629 євро на одного особоспоживача